# 최덕홍
최덕홍(崔德弘, 1902년 6월 2일 ~ 1953년 12월 14일), 세례명 요한은 한국의 가톨릭 성직자로서, 제5대 대구교구장이었다.
1902년 대구 출생으로 1914년 대구 성 유스티노 신학교에 입학하였고, 1926년 신학교 본과를 졸업하면서 사제서품을 받았다. 이후 전남 제주도천주교회 주임신부를 지냈고, 동 신학교와 서울 동성상업학교에서 교편을 잡았다. 1942년 천주교 전주교구 경리 주임, 1944년 목포천주교회 주임신부를 거쳐 1948년 12월 대구교구장으로 임명되었고 이듬해 1월 30일 주교로 성성(成聖)되었다. 1953년부터 군종교구의 전신인 군종신부단의 지도주교를 역임하다가 1954년 12월 14일 암으로 선종하였다. 12월 17일 발인하고 남산동 성직자 묘지에 안장되었다.